# 李学军
李学军（1960年12月—），男，汉族，甘肃临洮人，中华人民共和国政治人物。新疆财贸学校财政专业毕业，中国社会科学院财贸经济系财政专业、中共中央党校导师制在职研究生经济学专业在职研究生学历，高级会计师。

## 生平
1977年9月参加工作，来到新疆维吾尔自治区昭苏县灯塔牧场当知青，1978年10月起，在新疆维吾尔自治区财贸学校财政专业学习。1980年7月从新疆财贸学校毕业后，任新疆维吾尔自治区财政厅事业处科员、主任科员。1983年9月至1986年7月，在新疆广播电视大学财政专业学习。1984年12月加入中国共产党。
1988年7月，任新疆维吾尔自治区财政厅文行处、综合计划处副处长。1994年10月，任新疆维吾尔自治区财政厅预算处处长。1997年4月，任新疆维吾尔自治区财政厅党组成员、厅长助理。1997年7月，任新疆维吾尔自治区财政厅党组成员。1998年7月，任新疆维吾尔自治区财政厅党组成员、副厅长。2002年7月，任新疆维吾尔自治区财政厅党组副书记、厅长。
2005年1月，任新疆维吾尔自治区地方税务局党组副书记、局长。2006年11月，任中共昌吉回族自治州党委书记，新疆生产建设兵团农六师党委第一书记、第一政委。2011年7月，任中国共产党伊犁哈萨克自治州委员会书记，新疆生产建设兵团四师党委第一书记、第一政委。
2013年7月，任中共新疆维吾尔自治区党委常委、宣传部部长，晋升副部级。2016年5月，任中共新疆维吾尔自治区党委常委、中共乌鲁木齐市委书记、中共乌昌党委书记。2017年4月，任中共新疆维吾尔自治区党委常委、秘书长。2018年1月26日，当选新疆维吾尔自治区人大常委会副主任。
2013年，担任第十二届全国人民代表大会新疆地区代表。